# Georg Buschner
Georg Buschner (* 26. Dezember 1925 in Gera; † 12. Februar 2007 in Jena) war ein deutscher Fußballspieler und Fußballtrainer. Der sechsmalige Nationalspieler der DDR war nach seiner aktiven Laufbahn von 1970 bis 1981 Trainer der Fußballnationalmannschaft der DDR.

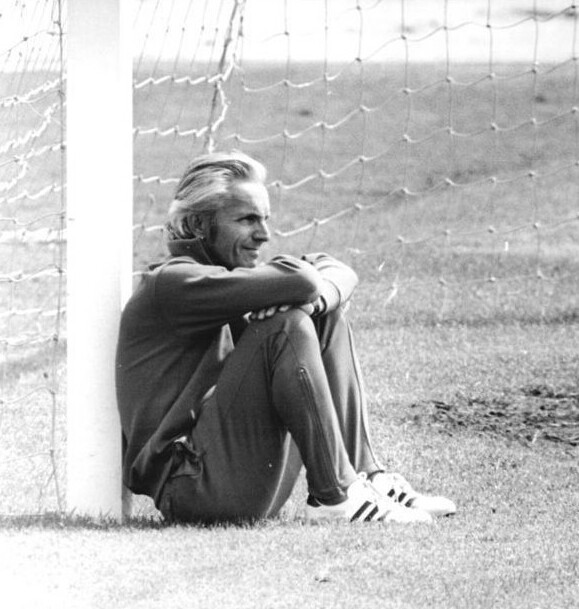
Georg Buschner (1974)

## Biografie

### Spielerkarriere
Georg Buschners Vater war Reichsbahnbeamter, seine Mutter Hausfrau. Ab 1935 spielte er beim 1. SV Gera Fußball. Am 21. Januar 1943 beantragte er in Gera die Aufnahme in die NSDAP und wurde zum 20. April desselben Jahres aufgenommen (Mitgliedsnummer 9.366.933). Nach dem Zweiten Weltkrieg arbeitete er bis 1947 zunächst als Bauarbeiter und dann als Neulehrer. Er trat in die SED ein. Von 1947 bis 1952 studierte Buschner an der Universität Jena Geschichte, Pädagogik und Sportwissenschaft. Nebenbei spielte er, damals noch als Mittelstürmer, bei der BSG Gera Süd, mit der er im Finale des FDGB-Pokal 1949 stand. Von 1949 bis 1952 bestritt er für die BSG Gera 84 Spiele in der DDR-Oberliga, die Vereinsnamen wechselten dabei mehrmals. Nach dem Studium wurde er Assistent an der Universität Jena und Fußballer beim Zeiss-Werk.
Von 1952 bis 1958 spielte Buschner für den SC Motor Jena in 69 Oberliga- und 77 Ligaspielen. Einerseits kokettierend, anderseits selbstironisch agierend sagte Buchner zu seiner Aktivenlaufbahn im Nachgang oft: „Ich war kein Fußballer, ich war Verteidiger.“. Sein vorhandenes Talent und sein Ehrgeiz öffneten ihm trotz dieser Selbsteinschätzung nach soliden Leistungen in der Oberliga die Türen für die Nationalmannschaft. Von 1954 und 1957 stand er in sechs Länderspielen für die DDR als Verteidiger auf dem Platz, darunter im ersten Pflichtspiel der Nationalmannschaft, dem 2:1 am 19. Mai 1957 gegen Wales. Sein letztes Oberligaspiel bestritt Buschner am 6. Juli 1958 im Heimspiel gegen den SC Aktivist Brieske-Senftenberg (3:0).

### Clubtrainer in Jena
Nur sechs Wochen nach seinem letzten Spiel saß Buschner am 17. August 1958 gegen den SC Chemie Halle (4:0) erstmals für den SC Motor Jena auf der Trainerbank als Nachfolger von Heinz Pönert. Er wurde 1963 mit seinem Team erstmals DDR-Meister – ein Erfolg, den er 1968 und 1970 mit dem 1966 in FC Carl Zeiss Jena umbenannten Fußballclub wiederholte. Im Jahr 1970 wurde der 29-jährige Hans Meyer sein Assistenztrainer. Buschner beendete am 30. Juni 1971 seine Trainertätigkeit in Jena und war nur noch für die Nationalmannschaft verantwortlich. Meyer übernahm ab 1. Juli 1971 den Trainerposten beim FC Carl Zeiss Jena.
Von 1966 bis 1971 arbeitete Buschner als GMS „Georg“ inoffiziell mit dem Ministerium für Staatssicherheit zusammen.

### Nationaltrainer der DDR
Der Sportwissenschaftler übernahm 1970 gegen seinen Willen die DDR-A-Nationalelf – im ersten Jahr in Personalunion mit seinem Posten als Clubtrainer – und betreute sie bis 1981 in 112 Länderspielen (59 Siege, 30 Unentschieden und 23 Niederlagen). Nach FIFA-Lesart waren es 104 Spiele (56 Siege, 27 Unentschieden und 21 Niederlagen).
Da A-Auswahl und Olympiaelf personell in den frühen und mittleren 1970er-Jahren identisch waren, zeichnete Buschner auch für Erfolge auf olympischem Parkett verantwortlich: 1972 wurde das DFV-Team in München Olympiadritter und vier Jahre später in Montreal Olympiasieger. Für diesen Erfolg wurde er mit dem Vaterländischen Verdienstorden in Silber ausgezeichnet.
Zu den größten Erfolgen gehört auch der 1:0-Sieg gegen die westdeutsche Nationalmannschaft bei der Fußball-Weltmeisterschaft 1974 durch ein Tor von Jürgen Sparwasser. Zum Jahresende 1981 wurde Georg Buschner nach ausbleibenden Erfolgen und der Nichtqualifikation für die Fußball-Weltmeisterschaft 1982 entlassen. Dies hatte den vorzeitigen Ruhestand zur Folge. „Ich hatte praktisch Berufsverbot“, sagte er 2005 in einem Interview mit dem Journalisten und DDR-Sportreporter Gottfried Weise. Nach dem Mauerfall machte der Bundesligist Werder Bremen Buschner im Mai 1990 zum Talentspäher.

### Weiterer Werdegang
In seinen letzten Lebensjahren reiste Buschner vornehmlich mit seiner Ehefrau Sonja durch die Welt. Buschner starb in der Nacht zum 12. Februar 2007. Er hinterließ seine Frau, zwei Söhne und drei Enkelkinder. Die Trauerfeier fand am 16. Februar 2007 in Jena statt. Fußballgrößen wie Hans Meyer, Jürgen Sparwasser, Joachim Streich, Michael Strempel, Lothar Kurbjuweit, Harald Irmscher, Bernd Stange, Rainer Schlutter, Ulrich Göhr waren dabei anwesend.

## Trivia
Im Jahr 1966 verlieh ihm der DFV der DDR eine Erinnerungsplakette. Für seine Erfolge als Nationaltrainer erhielt er mehrmals den Vaterländischen Verdienstorden.